# Bassa padana

Carte topographique de la Bassa padana

La Bassa padana est une bande de la plaine du Pô longeant le fleuve, comprise entre Pavie et les valli di Comacchio et fermée au sud sur toute sa longueur par les Apennins ligure et tosco-émilien. 

## Caractéristiques
Comme l'indique son nom, c'est la zone la plus basse de la Valpadana. Elle comprend les territoires de plaine des provinces d'Alexandrie (Piémont), Pavie, Milan, Lodi, Crémone, Brescia, Mantoue (Lombardie), Rovigo (Vénétie), Plaisance, Parme, Reggio d'Émilie, Modène, Bologne, Ferrare, Ravenne, Forlì-Cesena et Rimini (Émilie-Romagne). Durant des siècles, la Bassa padana fut une terre de marécages, récupérés pour l'agriculture par une longue série de drainages (bonifica).
L'épopée de la Bassa padana a été racontée par Giovanni Guareschi, écrivain de la Bassa parmense, dans sa série de romans autour du personnage de Don Camillo et par Riccardo Bacchelli dans Le Moulin du Pô, fresque historique relatant l’histoire d’une famille. De la fin du XVe siècle à la fin du XVIe siècle, Ferrare est, avec Matteo Maria Boiardo, l'Arioste et le Tasse, la capitale du roman de chevalerie.

## Source
- (it) Cet article est partiellement ou en totalité issu de l’article de Wikipédia en italien intitulé « Bassa padana » (voir la liste des auteurs).